# Подкович Марта Михайлівна
Марта Михайлівна Подкович (нар. 8 серпня 1940, смт Кути, Івано-Франківська область) — український театрознавець, музикознавець, громадсько-культурна діячка. Заслужений працівник культури УРСР (1988). Член Національної спілки журналістів України (1999).
Ініціаторка встановлення в Тернополі першого в світі пам'ятника Соломії Крушельницькій (2010; скульптор Володимир Стасюк).

## Життєпис
Марта Подкович народилася 8 серпня 1940 року в смт Кути, нині Кутської громади Косівського району Івано-Франківської области України.
Закінчила театральну студію при Івано-Франківському обласному музично-драматичному театрі (1958), Київський інститут театрального мистецтва (1966, нині національний університет театру, кіно і телебачення імені Івана Карпенка-Карого).
У 1958—1963 роках — артистка Івано-Франківського обласного музично-драматичного театру; від 1963 працювала в Івано-Франківському обласному управлінні культури.
Від 1968 — в м. Тернопіль: лектор-музикознавець обласної філармонії, 1969 — старший інспектор із питань мистецтва управління культури облвиконкому. Від 1971 — на партійній роботі в містах Тернопіль та Кременець; 1975—1978 — заступник голови Тернопільського облвиконкому. Від 1978 — в Тернопільському музичному училищі імені Соломії Крушельницької: завідувачка денним відділом, 1980—2000 — директор, від листопада 2000 — заступниця директора із загальних питань.
Шеф-редакторка газети «Соломія» (від 1997). Голова благодійного фонду «Соломія» (2001—2018). Багаторічна опікунка музеїв Соломії Крушельницької у Білій, Білявинцях, музучилищі.
Автор і ведуча музично-пізнавальної програми «Срібні октави» на обласному радіо.

## Нагороди
- заслужений працівник культури УРСР (1988);
- відзнака Тернопільської міської ради II ступеня (2010)[3];
- лауреат конкурсу «Людина року» (2010, Тернопільщина)[4].